# Anton Krásnohorský
Anton Krásnohorský (Nádasfő, 1925. október 22. – 1988. július 25.) szlovák labdarúgóhátvéd. A csehszlovák válogatott tagjaként részt vett az 1954-es labdarúgó-világbajnokságon.

## Pályafutása

### Klubcsapatokban
A prágai ATK klubnál játszott 1949-től. A következő évben a Sokol Slovena Žilina csapatához igazolt, ahol 1954-ben – 4 szezon után – befejezte profi labdarúgó-pályafutását.

### A válogatottban
A csehszlovák válogatottban 1949. szeptember 25-én mutatkozott be, egy Európa-kupamérkőzésen az osztrák válogatott ellen (1–3). Bekerült az 1954-es labdarúgó-világbajnokság keretébe, de nem lépett pályára. Nemzeti színekben összesen kilenc mérkőzésen játszott.

## Statisztika

### Mérkőzései a csehszlovák válogatottban
| Csehszlovákia | Csehszlovákia        | Csehszlovákia                     | Csehszlovákia | Csehszlovákia | Csehszlovákia | Csehszlovákia | Csehszlovákia | Csehszlovákia  |
| #             | Dátum                | Helyszín                          | Hazai         | Eredmény      | Vendég        | Kiírás        | Gólok         | Esemény        |
| ------------- | -------------------- | --------------------------------- | ------------- | ------------- | ------------- | ------------- | ------------- | -------------- |
| 1.            | 1949. szeptember 25. | Bécs, Práter-stadion              | Ausztria      | 3 – 1         | Csehszlovákia | Európa-kupa   | -             |                |
| 2.            | 1950. április 30.    | Budapest, Megyeri úti stadion     | Magyarország  | 5 – 0         | Csehszlovákia | barátságos    | -             |                |
| 3.            | 1950. május 21.      | Bukarest                          | Románia       | 1 – 1         | Csehszlovákia | barátságos    | -             |                |
| 4.            | 1950. augusztus 27.  | Szófia, Narodna Armija-stadion    | Bulgária      | 1 – 2         | Csehszlovákia | barátságos    | -             |                |
| 5.            | 1950. szeptember 17. | Prága, Strahov-stadion            | Csehszlovákia | 3 – 0         | Albánia       | barátságos    | -             |                |
| 6.            | 1950. október 22.    | Varsó, Lengyel Hadsereg Stadionja | Lengyelország | 1 – 4         | Csehszlovákia | barátságos    | -             |                |
| 7.            | 1951. május 20.      | Prága, Hadsereg-stadion           | Csehszlovákia | 2 – 2         | Románia       | barátságos    | -             |                |
| 8.            | 1951. október 14.    | Vitkovice                         | Csehszlovákia | 1 – 2         | Magyarország  | barátságos    | -             | Csapatkapitány |
| 9.            | 1952. május 11.      | Bukarest, Köztársasági stadion    | Románia       | 3 – 1         | Csehszlovákia | barátságos    | -             | Csapatkapitány |
|               | Összesen             |                                   |               | 9             | mérkőzés      |               | 0             | gól            |